# Hope (Indiana)
Hope és una població dels Estats Units a l'estat d'Indiana. Segons el cens del 2000 tenia 2.140 habitants.

## Demografia
Segons el cens del 2000, Hope tenia 2.140 habitants, 788 habitatges, i 594 famílies. La densitat de població era de 869,7 habitants/km².
Dels 788 habitatges en un 40,5% hi vivien nens de menys de 18 anys, en un 57,6% hi vivien parelles casades, en un 11,9% dones solteres, i en un 24,5% no eren unitats familiars. En el 20,9% dels habitatges hi vivien persones soles l'11,2% de les quals corresponia a persones de 65 anys o més que vivien soles. El nombre mitjà de persones vivint en cada habitatge era de 2,72 i el nombre mitjà de persones que vivien en cada família era de 3,13.
Per edats la població es repartia de la següent manera: un 30,8% tenia menys de 18 anys, un 9,1% entre 18 i 24, un 30,8% entre 25 i 44, un 18,4% de 45 a 60 i un 10,9% 65 anys o més.
L'edat mediana era de 32 anys. Per cada 100 dones de 18 o més anys hi havia 90,6 homes.
La renda mediana per habitatge era de 33.347$ i la renda mediana per família de 38.875$. Els homes tenien una renda mediana de 30.690$ mentre que les dones 21.681$. La renda per capita de la població era de 14.099$. Entorn del 10,2% de les famílies i l'11% de la població estaven per davall del llindar de pobresa.

## Poblacions més properes
El següent diagrama mostra les poblacions més properes.